# Piometra

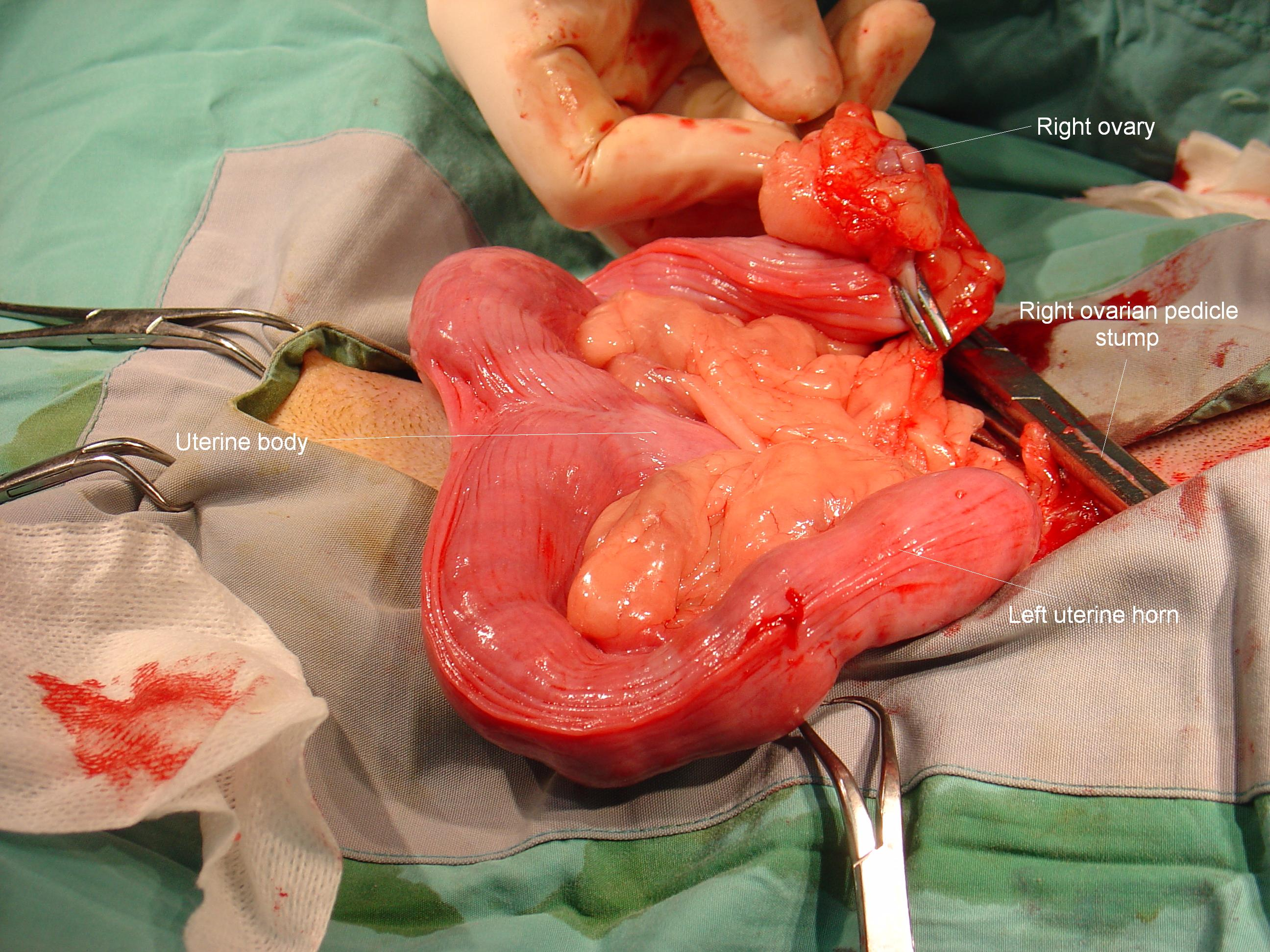
Piometra estratta

La piometra è una patologia causata da una degenerazione del tessuto uterino che causa un accumulo di pus nella cavità dell'utero. Questa infezione è molto frequente negli animali domestici, come cagne e gatte, ma soprattutto nelle cagne che vanno dai sei agli otto anni. La piometra compare generalmente dalle 3 alle 6 settimane dopo la fine del calore. Essa è talvolta provocata dall'utilizzo di farmaci contraccettivi (progestinici od estrogeni). La sintomatologia include febbre, avvilimento e inappetenza, forte sete e copiose evacuazioni urinarie; talvolta possono presentarsi diarrea e vomito. In assenza di trattamento, la malattia si complica con un'insufficienza renale il più delle volte mortale e con la rottura dell'utero colmo di pus all'interno della cavità addominale e conseguente sepsi. I sintomi esteriori variano in funzione dello stato del collo dell'utero (la parte stretta dell'utero che lo collega alla vagina).
Una radiografia o un'ecografia addominale mostrano un utero dilatato e pieno di liquido. Questo può racchiudere anche diversi litri di pus. Un'analisi del sangue può confermare l'infezione, permettendo allo stesso tempo di verificare il funzionamento dei reni. Il solo trattamento antibiotico è raramente sufficiente, e comunque a lungo termine mai risolutivo. Il trattamento d'elezione è chirurgico, e consiste in un'ablazione dell'utero e delle ovaie (ovarioisterectomia), (asportazione degli stessi), se effettuata in tempo la terapia chirurgica può portare ad una guarigione completa.

## Tipi di Piometra

### Piometra chiusa
Se il collo è chiuso (piometra chiusa): non è visibile alcun deflusso dalla vulva. La cagna ha un addome disteso e il suo stato generale peggiora a vista d'occhio.

### Piometra aperta
Se il collo è aperto (piometra aperta): il pus misto a sangue sgorga verso l'esterno. La cagna si lecca frequentemente, la vulva si gonfia, e il suo stato generale degrada poco per volta.